# 607

## Починали
- 12 ноември – Бонифаций III, римски папа